# Waluigi
Waluigi (ワルイージ?, Waruīji) [w͍aɽu͍iːdʑi] è un personaggio del franchise di Mario. Creato da Fumihide Aoki e  Camelot Software Planning, apparve per la prima volta in Mario Tennis per Nintendo 64 nel 2000. Il personaggio era doppiato da Charles Martinet in tutti i giochi in cui è apparso fino al 2022, da Super Mario Party Jamboree è doppiato da Kevin Afghani. Waluigi è la controparte malvagia di Luigi e un grande amico di Wario con cui solitamente escogita mille modi per mettere in ridicolo i fratelli Mario. Benché sia giocabile in diversi spin-off della serie, non è mai apparso in un gioco della serie principale Super Mario.

## Significato del nome
Il nome di Waluigi deriva dalla fusione del termine giapponese warui (悪い?, warui) che significa cattivo, con Luigi. Inoltre Waluigi è un semplice anagramma del termine giapponese ijiwaru (意地悪?, ijiwaru) che vuol dire persona cattiva.

## Biografia

Il simbolo di Waluigi

I dettagli sul passato di Waluigi non sono chiari, essendo un personaggio con una storia poco sviluppata. Waluigi appare semplicemente come un abitante del mondo di Mario da lungo tempo. Insieme a Wario, passa il tempo ad antagonizzare Mario e suo fratello. Ha la stessa età di Luigi e si è autoproclamato suo rivale.
Il primo vero ruolo come antagonista lo ottiene nella sua seconda apparizione, in Mario Party 3. Dopo aver completato tutti i tabelloni del gioco, Mario e i suoi amici vengono a sapere delle sue cattive intenzioni. Waluigi ruba l'Adesivo Stella e sfida i personaggi in un duello nel suo tabellone personale ricco di trappole esplosive, la Waluigi's Island.

## Storia
Apparendo nei giochi multiplayer come partner sportivo di Wario, la carriera di Waluigi è composta interamente da titoli spin-off.
Mario Kart
Waluigi debutta nel mondo delle corse con i kart in Mario Kart: Double Dash!!. In questo gioco, è disponibile sin dall'inizio, ma va sbloccato in Mario Kart DS. In Mario Kart Arcade GP 2 e Mario Kart Wii è un personaggio di default. Solitamente nella classe dei pesi medi, diventa un personaggio pesante in Mario Kart Wii.
Mario Party
Waluigi è apparso in ogni gioco di Mario Party a partire dal terzo episodio della serie, escludendo Mario Party Advance. In Mario Party 3 può essere usato solo nella modalità multiplayer, ma nei titoli successivi è diventato giocabile in qualsiasi modalità.
Mario Tennis
Waluigi fa il suo debutto in Mario Tennis, e in seguito appare in Mario Power Tennis per GameCube e Mario Power Tennis per Game Boy Advance (conosciuto in Nordamerica come Mario Tennis: Power Tour). Sia Mario Tennis che Power Tennis sono molto importanti nella storia di Mario, il primo per l'entrata in scena di Waluigi e il secondo per il modo in cui si sviluppa il carattere e la personalità di Waluigi, mostrando la sua determinazione nel distruggere i Mario Bros. Molto importante è l'abilità di Waluigi di nuotare a mezz'aria, una mossa introdotta in Power Tennis che appare anche in altri giochi. Stranamente, Waluigi è presente in Power Tour mentre non lo è Wario: questo è l'unico caso in cui Waluigi appare in un gioco nel quale Wario non è inserito.
Mario Golf
Waluigi appare in Mario Golf: Toadstool Tour. Inoltre, è un personaggio sbloccabile in Mario Golf: Advance Tour. Può essere sbloccato solamente collegando il Game Boy Advance al GameCube con l'apposito Cavo Link.
Dancing Stage: Mario Mix
In questo gioco musicale Waluigi ricopre nuovamente il ruolo di principale antagonista. Durante gli eventi del gioco, uno strano individuo ruba la Chiave Musicale dalla Truffle Tower. Cercando di dominare il mondo, Waluigi prova ad usare la chiave per diventare il miglior ballerino del mondo in modo da ipnotizzare l'intero mondo con i suoi strabilianti passi di danza. Sfortunatamente, Waluigi perde tre delle chiavi musicali e ne recupera solo una. Inoltre, attacca Mario (o Luigi) e Toad con una raffica di Bob-ombe quando arrivano alla torre per sfidarlo. Dopo averle superate, Mario (o Luigi) sconfigge Waluigi e recupera la prima chiave musicale. Questa è l'unica apparizione di Waluigi come antagonista principale.

### Altri giochi sportivi
Waluigi appare nel gioco Mario Superstar Baseball, mai pubblicato in Italia. Stranamente, quando Waluigi carica il suo colpo in questo gioco, ha meno potenza del colpo non caricato. Apparirà anche nel seguito, Mario Super Sluggers, che non sarà pubblicato in Europa.
In Mario Slam Basketball, fa uso della sua abilità di nuotare a mezz'aria per raggiungere il canestro e segnare un punto.
Waluigi rientra nella categoria Abilità in Mario & Sonic ai Giochi Olimpici, Mario & Sonic ai Giochi Olimpici Invernali, Mario & Sonic ai Giochi Olimpici di Londra 2012 e Mario & Sonic ai Giochi Olimpici di Rio 2016; qui possiede il livello più alto di tecnica, un perfetto dieci su dieci, ed è abilissimo anche come nuotatore e arciere.
Compare anche come personaggio giocabile in Mario Sports Mix.

### Altri giochi
In Game & Watch Gallery 4, Waluigi appare nella moderna versione del minigioco Boxing come ultimo avversario di Luigi. Nel minigioco "Rainshower", Waluigi prova a manomettere il lavoro del giocatore nella difficoltà "Hard".
Per molto tempo, Waluigi rimase totalmente assente da ogni gioco di Wario, fatto molto strano considerando la loro alleanza nell'universo di Mario. Recentemente, però, ha avuto un piccolo cameo in WarioWare: Smooth Moves, apparendo in alcuni minigiochi senza cappello o con lo stesso elmetto da motociclista di Wario.

#### Super Smash Bros.

Waluigi in Super Smash Bros. Brawl

Waluigi fa la sua prima apparizione nella serie di Smash Bros. in Super Smash Bros. Melee, dove compare sotto forma di trofeo collezionabile tramite Classic Mode o Lottery.
In seguito appare come Adesivo, Trofeo e Assistente in Super Smash Bros. Brawl. Compare con una racchetta da tennis in mano, un riferimento al suo debutto in Mario Tennis. Con i suoi colpi, conficca gli avversari sottoterra. Finisce la vittima con un potente calcio, causando un possibile KO istantaneo. Oltre a calciare, può colpire l'avversario con la sua racchetta ma ottenendo lo stesso risultato. Questa apparizione di Waluigi ha uno schema di colore leggermente differente da quello regolare. Per esempio, le scarpe sono marroni anziché arancioni, e le sue bretelle sono nere invece di essere viola scuro. Inoltre, in questo gioco Luigi ha un costume alternativo che riporta gli stessi colori di quello di Waluigi. Waluigi riappare sempre come assistente in Super Smash Bros. per Nintendo 3DS e Wii U. Durante il trailer del gioco viene considerato un personaggio proveniente dalla serie Wario Ware mentre nell'elenco dei trofei viene considerato un personaggio proveniente dalla serie Super Mario Bros.. In Super Smash Bros. Ultimate appare in uno dei trailer di presentazione del gioco, in cui viene usato come esempio per la meccanica di KO degli Assistenti, ripresentandosi in questa veste per la terza volta consecutiva nella serie.

## Descrizione fisica
Waluigi di solito indossa una maglietta viola con una salopette blu/indaco scuro sopra, scarpe arancioni,una maglietta e un cappello viola che copre i suoi corti capelli castani.Proprio come Wario anche il cappello di Waluigi presenta la lettera del suo rivale capovolta e forma una Γ(che nella realtà é una lettera presente nell'alfabeto greco ed è chiamata "Gamma").Ha un grande naso rosa appuntito, con dei baffi fini che puntano verso l'alto, e degli occhi neri con borse azzurre. Ha anche delle lunghe gambe che lo aiutano nelle competizioni sportive, rendendolo l'umano più alto del Regno dei funghi.

## Apparizioni

### Apparizioni come personaggio non giocabile
- Super Smash Bros. Melee - GameCube - 2001
- Game & Watch Gallery 4 - Game Boy Advance - 2002
- Yakuman DS - Nintendo DS - 2005
- Dancing Stage: Mario Mix - GameCube - 2005
- Super Smash Bros. Brawl - Wii - 2008 - Appare come assistente.
- Mario Kart 7 - Nintendo 3DS - 2011
- Super Smash Bros. for Nintendo 3DS e Wii U - Nintendo 3DS, Wii U - 2014 - Appare come assistente.
- Nintendo Badge Arcade - Nintendo 3DS - 2015 - Appare come stemma.
- Mario + Rabbids Kingdom Battle - Nintendo Switch - 2017
- Super Smash Bros. Ultimate - Nintendo Switch - 2018 Appare come assistente e spirito.

### Apparizioni come personaggio giocabile
- Mario Tennis - Nintendo 64 - 2000
- Mario Tennis - Game Boy Color - 2000
- Mario Party 3 - Nintendo 64 - 2000
- Mario Party 4 - GameCube - 2002
- Mario Party 5 - GameCube - 2003
- Mario Golf: Toadstool Tour - GameCube - 2003
- Mario Kart: Double Dash!! - GameCube - 2003
- Mario Party-e - Game Boy Advance - 2003
- Mario Party 6 - GameCube - 2004
- Mario Power Tennis - GameCube, Wii - 2004
- Mario Golf: Advance Tour - Game Boy Advance - 2004
- Mario Party 7 - GameCube - 2005
- Mario Power Tennis - Game Boy Advance - 2005
- Mario Smash Football - GameCube - 2005
- Mario Superstar Baseball - GameCube - 2005
- Mario Kart DS - Nintendo DS - 2005
- Mario Slam Basketball - Nintendo DS - 2006
- Mario Strikers Charged Football - Wii - 2007
- Mario Kart Arcade GP 2 - Arcade - 2007
- Itadaki Street DS - Nintendo DS - 2007
- Mario Party 8 - Wii - 2007
- Mario Party DS - Nintendo DS - 2007
- Mario & Sonic ai Giochi Olimpici - Wii, Nintendo DS - 2007, 2008
- Mario Kart Wii - Wii - 2008
- Mario Super Sluggers - Wii - 2008
- Mario & Sonic ai Giochi Olimpici Invernali - Wii, Nintendo DS - 2009
- Mario Sports Mix - Wii - 2010
- La via della fortuna - Wii - 2011
- Mario & Sonic ai Giochi Olimpici di Londra 2012 - Wii, Nintendo 3DS - 2011, 2012
- Mario Party 9 - Wii - 2012
- Mario Tennis Open - Nintendo 3DS - 2012
- Mario Kart Arcade GP DX - Arcade - 2013
- Mario & Sonic ai Giochi Olimpici Invernali di Sochi 2014 - Wii U - 2013
- Mario Kart 8 - Wii U - 2014
- Mario Golf: World Tour - Nintendo 3DS - 2013
- Mario Party: Island Tour - Nintendo 3DS - 2013
- Mario Party 10 - Wii U - 2015
- Mario Tennis: Ultra Smash - Wii U - 2015
- Super Mario Maker - Wii U, Nintendo 3DS - 2015, 2016
- Minecraft: Wii U edition - Wii U - 2016
- Mario & Sonic ai Giochi Olimpici di Rio 2016 - Arcade, Nintendo 3DS, Wii U - 2016
- Mario Party: Star Rush - Nintendo 3DS - 2016
- Mario Sports Superstars - Nintendo 3DS - 2017
- Mario Kart 8 Deluxe - Nintendo Switch - 2017
- Minecraft: Nintendo Switch Edition - Nintendo Switch - 2017
- Minecraft: New Nintendo 3DS Edition - New Nintendo 3DS - 2017
- Mario Party: The Top 100 - Nintendo 3DS - 2017
- Mario Tennis Aces - Nintendo Switch - 2018
- Super Mario Party - Nintendo Switch - 2018
- Dr. Mario World - iOS, Android - 2019
- Mario Kart Tour - iOS, Android - 2019
- Mario & Sonic ai Giochi Olimpici di Tokyo 2020 - Nintendo Switch, Arcade - 2019, 2020
- Mario Golf: Super Rush - Nintendo Switch - 2021
- Mario Party Superstars - Nintendo Switch - 2021
- Mario Strikers: Battle League Football - Nintendo Switch - 2022
- Super Mario Party Jamboree - Nintendo Switch - 2024
- Mario Kart World - Nintendo Switch 2 - 2025

## Accoglienza
Dalla sua prima apparizione in Mario Tennis, il personaggio ha ottenuto una popolarità tale da diventare un fenomeno di Internet, nonostante non sia ancora apparso al di fuori dei giochi spin-off. Tuttavia il suo ritorno come assistente e la mancanza di giocabilità in Super Smash Bros. Ultimate sono stati accolti negativamente dalla stampa e dai social media, con segni di proteste da parte dei fans su siti come Reddit e Twitter. Joe Skrebels di IGN ha descritto il suo status non giocabile all'interno del gioco come "uno schiaffo in faccia per quelli che vogliono un Waluigi giocabile". Reggie Fils-Aime, presidente di Nintendo of America, ha riconosciuto la popolarità di Waluigi e il desiderio di averlo come personaggio giocante, dicendo che il direttore Masahiro Sakurai "è al corrente dell’ondata di supporto per Waluigi. E alla fine la decisione è sua".